# Antwi
Kojo Antwi Oduro (* 27. května 1984, Filadelfie, USA), je americký rapper a frontman hip hopového seskupení Notes From Prague. Jméno Antwi není pseudonym, ale jeho křestní jméno ghanského původu, které získal z otcovy strany.

## Životopis
Narodil se 27. května 1984 ve Filadelfii, Pensylvánii. Jeho matka je rodačka z Prahy a otec pochází z ghanského města Kumasi. Do svých šesti let žil Antwi v USA, poté se přestěhoval vlivem matky do České republiky, kde vyrůstal a chodil na základní školu v pražském Bubenči. Do širšího povědomí se Antwi dostal kolem roku 2000, kdy společně s Davidem Chvátalem vytvořili vlastní tracky ke skateboardovému videomagazínu Praha. Na projektu začal producentsky spolupracovat také Davidův bratr Michal. Ve stejné době se seznámil Antwi s DJ Negativem, který nedávno předtím ukončil působení ve skupině MOXA. Společně vytvořila tato parta roku 2001 skupinu Notes From Prague, která o rok později vydala své debutové album The Script of Both Elements. Roku 2004 vyšlo druhé album Same Place, které se proslavilo videoklipy ke skladbám Experience a Same Place. Oba natočil a režíroval David Chvátal. Poslední album Inconsistent Frames vyšlo na podzim roku 2011.
Roku 2009 společně s DJ Negativem založili rapové seskupení Blind Definition. Antwi zároveň účinkuje jako MC v hudebních projektech Atomic Gigolo a Scifipsi.

## Diskografie
S Notes From Prague
- 2002 - The Script of Both Elements
- 2004 - Same Place
- 2011 - Inconsistent Frames

Se Scifipsi
- 2013 - DZZZZCT! 03.13

S Blind Definition
- 2015 - EP
- 2019 - Street Management